# Момбело (Варезе)
Момбело је насеље у Италији у округу Варезе, региону Ломбардија.
Према процени из 2011. у насељу је живело 28 становника. Насеље се налази на надморској висини од 259 м.